# 경찰

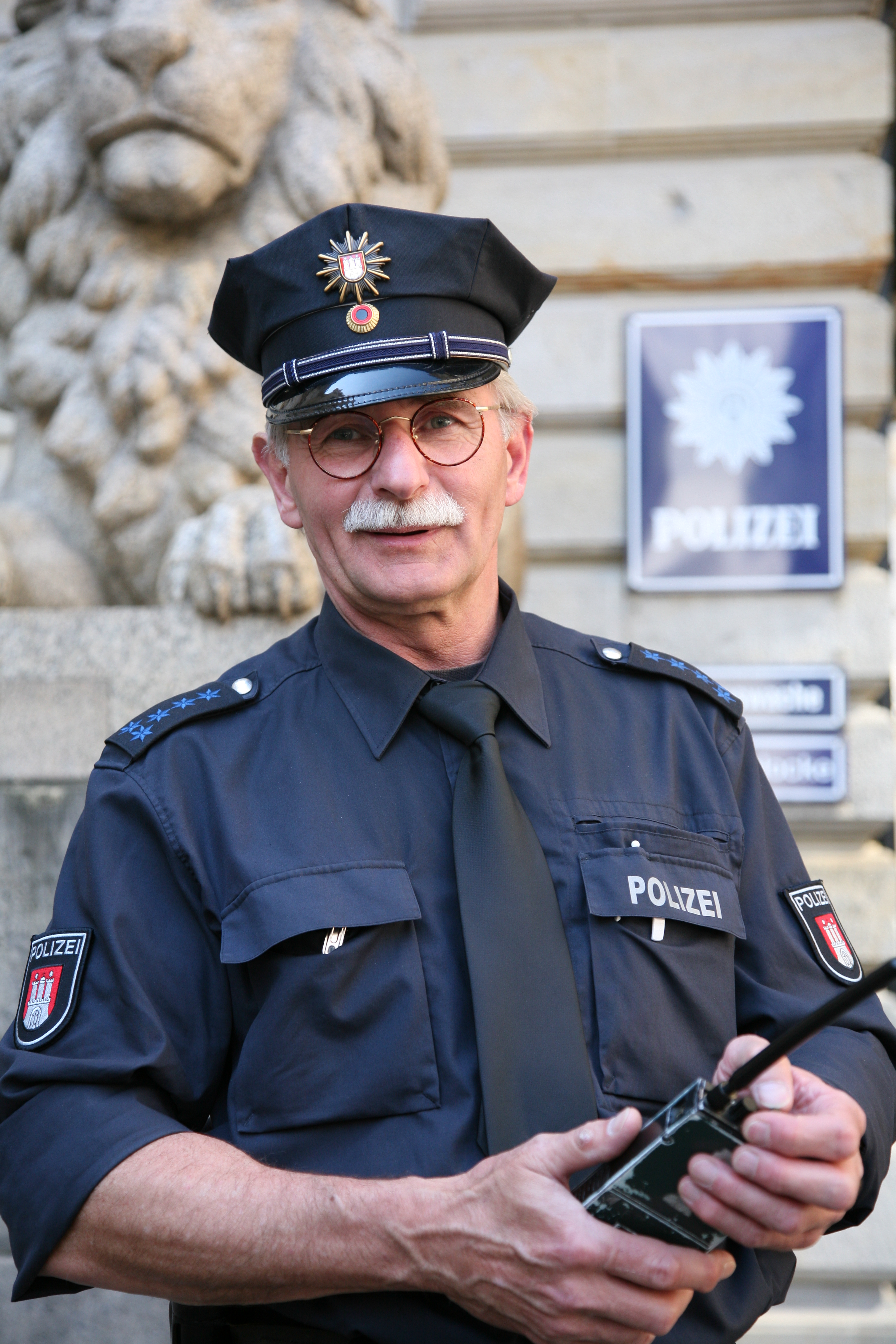
독일 함부르크의 경찰관의 모습.

경찰(警察, 문화어: 안전원, 보안원; 安全員, 영어: Police)은 사회의 일반적인 법질서를 유지하기 위한 정부의 행정 활동, 또는 그러한 목적을 위해 조직된 사람들과 함께 더불어 가는 것을 말한다. 대부분의 나라에서 경찰은 평화를 위한 직업으로 속한다. 따라서 경찰은 국가 행정기관을 뜻하는 말로도 흔하게 쓰이며 이를 위한 행정 활동은 공권력이라고 표현한다. 경찰에 속한 사람들을 경찰관 등으로 부른다. 대한민국 국가경찰의 경우에는 경찰청장이 제일 높고, 각 시,도 마다 시,도경찰청장도 존재한다.

## 경찰의 분류
경찰은 성격에 따라 아래와 같이 구분할 수 있다.

### 행정경찰과 사법경찰
권력분립 사상에 따라 프랑스에서 확립된 구분 방식
- 행정경찰: 공공질서유지, 범죄예방을 목적으로 하는 경찰
- 사법경찰: 범죄의 수사, 체포를 목적으로 하는 경찰

대한민국에서는 행정경찰과 사법경찰을 구분하지 않는다.

### 예방경찰과 진압경찰
경찰권 발동의 시점을 기준으로 한 구분이다.
- 예방경찰: 경찰상의 위해 발생을 방지하기 위한 권력적 작용을 하는 경찰
- 진압경찰: 이미 발생된 범죄의 수사를 위한 권력적 작용을 하는 경찰

### 보안경찰과 협의의 행정경찰
행정경찰 중 다른 행정작용과 결합하는지에 따른 구분이다.
- 보안경찰: 사회공공의 안녕과 질서를 유지하기 위하여 다른 행정작용을 동반하지 않고 오로지 경찰작용만 하는 경찰(작용)
- 협의의 행정경찰: 건축경찰, 보건경찰, 영업경찰처럼 다른 행정작용과 결합하여 특별한 사회적 이익의 보호를 목적으로 하면서 부수 작용으로서 사회공공의 안녕과 질서를 유지하기 위한 경찰(작용)

### 국가경찰과 자치제경찰
권한과 책임의 소재에 따른 구분이다.
- 국가경찰: 국가가 설립하고 관리하는 경찰
- 자치제경찰: 지방자치단체가 설립하여 관리하는 경찰

### 평시경찰과 비상경찰
공공의 안녕과 질서에 대한 위해의 정도와 그 에 따른 적용법규 및 위해를 제거할 담당기관에 따른 구분이다.
- 평시경찰: 평온한 상태하에서 일반 경찰법규에 의하여 보통경찰기관이 행하는 경찰작용
- 비상경찰: 전국 또는 어느 한 지방에 비상사태가 발생하여 준계엄령이 선포될 경우에 군대가 군병력으로 공공의 안전과 질서를 유지하기 위하여 계엄법에 따라 행정사무의 일환으로 경찰사무를 관장하는 경찰작용

### 질서경찰과 봉사경찰
경찰 활동의 질과 내용을 기준으로 한 구분이다.
- 질서경찰: 강제력을 수단으로 사회공공의 안녕과 질서유지를 위한 법집행을 주로 하는 경찰활동
- 봉사경찰: 강제력이 아닌 서비스, 계몽, 지도 등을 통하여 직무를 수행하는 경찰활동

## 장비

### 경찰복
경찰복은 경찰관들이 근무나 행사시에 입는 제복이다. 일반적으로 교통정리 및 단속과 순찰, 경비 등 경찰관임을 알려야 하는 근무를 할 때 착용하여 교통경찰, 지구대에서 근무하는 경찰관들이 착용한다. 시위 진압이나 인질 구출 작전과 같은 위험한 업무를 수행할 때 몸을 보호하기 위해 착용하는 경찰복도 있다. 단, 범죄자를 검거하기 위한 잠복근무시에는 사복을 착용한다.
일반적으로 순경부터 치안총감까지 모든 경찰관들이 동일한 종류의 경찰복을 착용하고 어깨에 계급장을 부착하여 직급을 나타낸다. 경찰•군인•소방 등 복장은 시중에서 함부로 구매할 수 없다. 다만, 더 이상 사용하지 않는 구형복장은 얼마든지 구매가 가능하다.

### 무기
경찰관은 직무수행 중 범인의 체포, 범인의 도주방지, 자신이나 다른 사람의 생명·신체의 방어 및 보호, 공무집행에 대한 항거의 제지를 위하여 필요하다고 인정되는 상당한 이유가 있을 때에는 그 사태를 합리적으로 판단하여 필요한 한도에서 무기를 사용할 수 있다. 무기의 사용으로 인하여 사람의 생명이나 신체에 위해를 끼칠 수 있으므로, 경찰관의 직무집행에 항거하거나 도주하려고 할 때 그 행위를 방지하거나 그 행위자를 체포하기 위하여 무기를 사용하지 아니하고는 다른 수단이 없다고 인정되는 상당한 이유가 있을 때 필요한 최소한도에서 사용하여야 하며, 필요한 안전교육과 안전검사를 받은 후 사용하여야 한다.
무기는 개인화기와 공용화기로 구분된다. 개인화기에는 권총, 소총 등이 있으며, 부대단위로 운용되는 공용화기에는 대기관총, 중기관총, 경기관총, 기관단총, 로프발사총, 다목적 발사기, 불발사분쇄기 석궁 등이 있다. 공용화기는 대간첩·대테러 작전 등 국가안전에 관련되는 작전을 수행할 때 사용할 수 있다.

### 전화
경찰 통화는 유선전화 및 업무용 스마트폰과 무전기(차량용, 휴대용) 등으로 이루어져 있으며, 112 현장 출동 등 최대한 빠르고 신속한 업무 처리를 위해 사용되고 있다.

## 경찰 비위
경찰 부문은 일반적으로 경찰 자체의 범죄를 조사하는 조직을 가지고 있다. 이런 조직은 보통 감찰관이라고 불린다. 미국에서는 "내사"라고도 불린다. 몇몇 국가들은 경찰 부문 밖에 감찰 목적의 조직을 두기도 한다.

### 미국 경찰의 사례
미국에서는 흑인 경찰이 인종차별을 자행한다는 혐의를 받는 일이 종종 발생하곤 한다.

#### 폭력 사용
1965년 와츠 폭동, 1991년 LA 사태의 계기가 된 로드니킹 사건 등은 미국 경찰의 폭력으로 갈등이 폭발한 경우이다.

### 영국 경찰의 사례
영국에서 경찰이 연관된 강력 사건(살인이나 중상)이 일어나면 IPCC에서 사건을 담당한다.

#### 2011년 영국 폭동
2011년 마크 더건이 경찰의 총에 맞아 죽으면서 영국 각지에서 폭동이 일어났다. 마크 더건은 경찰이 체포하려는 과정에서 총에 맞아 사망했다. 경찰이 더건을 왜 체포하려했는지는 알려지지 않았다. IPCC는 체포과정이 흑인사회의 총기사건을 다루는 트라이던트 작전에 의한 것이라고 발표했다. IPCC는 초기 경찰관의 무전기에서 총탄이 발견되었다고 발표했고 영국언론은 더건과 경찰이 총격전을 치른 것으로 보도했다. 그렇지만 무전기에서 발견된 총탄이 명백한 경찰제 할로우탄이라는 것이 가디언지에 의해 밝혀졌다. 그 기사 이후 IPCC는 더건이 총을 쏜 적이 없다는 사실을 밝히며 "우리의 발표가 언론에서 총격전이 있었다고 (잘못) 믿게 했을 수 있다"라고 잘못을 시인했다.

### 캐나다 경찰의 사례
캐나다 온테리오의 특수조사단(Special Investigation Unit)은 경찰이 관련된 살인, 상해, 성범죄 등을 조사하는 민간기구이다. 이 기구의 활동에 다른 경찰 기구들이 협조하지 않고 조사를 방해한다는 주장이 있다.

### 대한민국 경찰의 사례
알려진 비위 사례로는 금품수수, 경찰관직무집행법 위반행위, 사람에 따른 법의 차등적용 등이 있다.
경찰청 자료에 따르면 2010년까지 비위는 해마다 증가해왔다.
비위가 많이 일어나는 강남 일대 근무 경찰관에 대해서는 근무년수를 한정하는 대책이 논의되는 중이다.
2011년 경찰 비위는 전 해보다 29% 감소했다. 2014년 경찰 비위 발생 건수는 1290건으로 2011년 이후 최고치를 기록했다.

#### 함바비리
2009년 4월부터 12월까지 브로커 유상봉으로부터 공사 현장 민원 해결과 경찰관 인사청탁 등의 명목으로 1억 8000만원을 수수한 혐의(특정범죄가중처벌법상 뇌물)로 강 전 경찰청장이 2011년 1월 27일 구속되었다. '함바(건설현장 식당) 비리' 혐의로 기소된 강희락 전 경찰청장이 2011년 8월 10일 1심에서 징역 6년의 실형을 선고했다. 이에 앞서 검찰은 지난달 결심공판에서 "경찰 총수라는 지위를 남용했다. 그럼에도 반성하지 않는 점 등을 미뤄 중형이 마땅하나 공직자로서 국민에 봉사한 점을 인정했다"며 강 전 경찰청장에게 징역 10년에 추징금 1억 9000만원을 구형한 바 있다.
2012년 2월 9일 이동선 전 경찰청 경무국장이 항소심에서도 실형 선고를 받았다. 재판부는 "뇌물로 받은 돈이 7900만원으로 그 액수가 크고, 뇌물 명목도 건설현장의 이권다툼이나 고소 사건 해결에 관한 청탁이었던 점을 고려할 때 1심 판결이 부당하다고는 볼 수 없다"면서도 "피고인이 30년간 경찰 공무원으로서 업무에 이바지한 점, 돈을 받은 사실을 전체적으로 인정한 점 등을 고려했다“고 양형이유를 설명했다.
함바비리는 강희락 전 경찰청장, 이길범 전 해양경찰청장, 양성철 광주청장, 김병철 울산청장, 이동선 전 경찰청 경무국장, 박기륜 전 경기청 2차장, 박영진 전 경남청장, 김철준 부산청 차장 등 200여명(경찰 자체 조사에서 41명이 자진신고)의 전현직 경찰 고위 간부들이 거액의 돈을 받고 건설현장의 이권다툼을 비호한 것이 드러난 경찰 비위 사건이다. 브로커 유상봉씨가 이들 가운데 70여 명과 수시로 통화하는 등 지속적으로 관리해온 사실도 확인했다.

#### 인권위 관련
2011년 11월 6일 국가인권위원회에 파견된 경찰관이 경찰 비위를 조사한 인권위 내부 문건을 불법 유출한 것으로 확인됐다. 해당 경찰관은 징계 없이 경찰에 복귀했다. ㄱ경감의 행위는 ‘비밀누출’에 해당해 인권위법에 따른 형사고발 대상이 된다. 유죄가 날 경우 2년 이하 징역이나 금고 또는 5년 이하 자격정지 형을 받는다.

## 같이 보기
- 대한민국의 경찰, 대한민국 경찰청
- 공무원, 경찰관 계급, 교도관 계급, 소방관 계급
- 경찰관 기동대, 전투경찰
- 제주특별자치도 자치경찰단
- 철도특별사법경찰대
- 해외 경찰주재관
  - 한지수 사건
- 경찰 폭력